# Bruno Tattaglia
Bruno Tattaglia is een personage dat voorkomt in Mario Puzo's De Peetvader en het eerste deel van Francis Ford Coppola's The Godfather-trilogie van films. Hij verscheen ook in The Godfather: The Game, waar de speler hem doodt in een daad van wraak. In de film werd hij gespeeld door acteur Tony Giorgio.

## Rol inThe Godfather
Bruno is de zoon en onderbaas aan Philip Tattaglia, hoofd van een van de Five Families. Samen met zakenpartner Virgil Sollozzo slaat hij de eerste slag in de oorlog met de familie Corleone door te helpen Corleone Enforcer Luca Brasi te vermoorden. Echter, de pogingen van de familie om Don Vito Corleone te doden mislukken. Vito's zoon Sonny Corleone en zijn mannen hebben Bruno vermoord als wraak. De dood van Bruno en de dood van Sonny later leiden ertoe dat Don Philip Tattaglia en Don Vito Corleone een einde maken aan hun conflict.
Ondanks dat Bruno wordt gecrediteerd als onderbaas van Tattaglia, is hij in het boek zeer ontevreden en keurt de prostitutie van zijn vaders bedrijf af. Dit zou hem een minder waarschijnlijke kandidaat maken voor onderbaas, net als het feit dat hij Philips jongste zoon is, zoals in het boek. John Tattaglia, in de roman, staat op Sonny's vendettalijst, en is vermoedelijk Philips echte onderbaas. In The Godfather: The Game wordt de speler (Aldo Trapani) gevraagd door Tessio voor het uitvoeren van een optionele hit op Johnny Tattaglia die een van de zonen van Philip is.
Bruno's dood wordt niet gezien in de film (hoewel Sal Tessio zegt: We hebben Bruno Tattaglia vannacht om 4 uur vermoord), maar in The Godfather: The Game, gooide de hoofdpersoon Bruno in een oven om hem te verbranden, als wraak voor de moord op Aldo Trapani's vriendin, Frankie Malone.